# Мороз Олександр Стефанович
Олександр Стефанович Мороз (18 січня 1961, Дніпропетровськ, УРСР — 17 січня 2009, Мінськ, Білорусь) — український шахіст, гросмейстер (1999), міжнародний арбітр, голова Дніпропетровської обласної шахової федерації, голова дитячо-юнацької комісії Федерації шахів України. З 1993 до кінця життя — директор ДЮСШ № 9 в Дніпропетровську (спеціалізація — шахи).

## З життєпису
Закінчив середню школу з золотою медаллю. Отримав дві вищі освіти: фізичний факультет Дніпропетровського державного університету (червоний диплом, 1983) і Дніпропетровський державний інститут фізичної культури і спорту.
У 1999 став переможцем міжнародного турніру в Марганці і першим в історії області гросмейстером.
Успішно виступав в турнірах з швидких шахів.
Помер після важкої хвороби у Мінську, де проходив курс лікування.
ДЮСШ № 9 в Дніпрі присвоєно ім'я Мороза.

## Турнірні результати

### Чемпіонати України
Олександр Мороз зіграв в одинадцяти фінальних турнірах чемпіонатів України, набравши загалом 61 очко зі 12 можливих (+40-38=42).
| Рік  | Місто           | Турнір                 | + | −  | = | Результат | Місце  |
| ---- | --------------- | ---------------------- | - | -- | - | --------- | ------ |
| 1979 | Дніпропетровськ | 48-й чемпіонат України | 5 | 3  | 1 | 5½ з 9    | 10     |
| 1984 | Київ            | 53-й чемпіонат України | 5 | 3  | 7 | 8½ з 15   | 6      |
| 1986 | Київ            | 55-й чемпіонат України | 3 | 7  | 5 | 5½ з 15   | 15     |
| 1988 | Львів           | 57-й чемпіонат України | 6 | 2  | 7 | 9½ з 15   | Bronze |
| 1989 | Херсон          | 58-й чемпіонат України | 1 | 11 | 3 | 2½ з 15   | 16     |
| 1994 | Алушта          | 63-й чемпіонат України | 6 | 2  | 1 | 6½ з 9    | 7—12   |
| 1995 | Дніпропетровськ | 64-й чемпіонат України | 3 | 2  | 4 | 5 з 9     | 16—25  |
| 1996 | Ялта            | 65-й чемпіонат України | 5 | 2  | 4 | 7 з 11    | 13—18  |
| 2001 | Орджонікі́дзе    | 70-й чемпіонат України | 2 | 3  | 4 | 4 з 9     | 18—22  |
| 2003 | Сімферополь     | 72-й чемпіонат України | 3 | 3  | 3 | 4½ з 9    | 58     |
| 2005 | Рівне           | 74-й чемпіонат України | 1 | 0  | 3 | 2½ з 4    | 1/8    |